# 黃喬歆
黃喬歆（Yuri Huang，1986年4月11日—），臺灣女藝人、客家人，藝名瑤瑤，畢業於中壢家商美容美髮科，黑澀會美眉成員之一，2005年10月3日首次亮相。在學時曾是田徑隊隊員，藝人Apple為其姐姐。

## 個人背景

### 學歷
- 畢業於中壢家商美容美髮科

### 家庭
- 姐姐黃暐婷為黑Girl成員「Apple」
- 雙胞胎哥哥黃昱翔為模范棒棒堂第二屆的「阿Man」。

## 經歷

### 2005年
10月3日，首次參加《我愛黑澀會》節目。其後長期參與該節目，成為黑澀會美眉之一。

### 2008年
- 3月，《我愛黑澀會》為長久以來一直想成為偶像歌手的瑤瑤進行了圓夢特別企劃。首先舉行一場假的線上遊戲代言人選拔賽，獲勝者可演唱遊戲主題曲並成為Cosplay雜誌的封面人物。瑤瑤「獲選」為冠軍後，製作單位安排歌手王宏恩教導五音不全的瑤瑤唱歌技巧，花費約三日完成單曲《Dummy Run》錄製，並花一日完成「遊戲代言」相片拍攝。製作單位還為瑤瑤做了100件發片專屬T恤。4月8日舉行發表會，瑤瑤得知真相感動落淚。整段過程於4月21日、22日的《我愛黑澀會》節目播出，單曲《Dummy Run》的MV也於22日首播。
- 6月5日，在《我愛黑澀會》節目中被主持人陳建州稱為「一姐」，因此獲得了「一姐瑤」的稱號。曾擔任《我愛黑澀會》第四任班長。自2005年10月3日初次登場至2008年10月3日，瑤瑤是所有黑澀會美眉成員中出席次數最多的。[1]
- 10月，瑤瑤與伊美居傳播簽約，成為《單車二勢力》主持人。10月27日，《我愛黑澀會》節目改版，暫時停止部分美眉的通告，瑤瑤為其中之一。

### 2009年
瑤瑤與伊美居傳播解約，節目通告也減少，但在《我愛黑澀會》的表現依然十分活躍。2010年，瑤瑤把本名黃鈺筑改為黃以安。

### 2013年
11月，瑤瑤宣布本名改為黃喬歆，並開始用本名出席綜藝節目，以便分辨其他以「瑤瑤」為藝名的藝人。

## 爭議

### 遊韓經抗議現場蹭吃蹭喝事件
2025年3月中，南韓因尹錫悅彈劾停職一事，在光化門一帶都有抗議活動與遊行，已經持續一個多月。而人正好在首爾旅遊的黃喬歆經過現場時，透過Instagram限時動態和貼文分享，自己進到抗議現場拿免費食物及拍照打卡的過程，寫下「好High」、「韓國的抗議根本園遊會現場」、「又拿到原豆奶茶」等文字，並配上自己跟免費吉拿棒的合照。此行為及照片掀起南韓網友們的不滿，被南韓網友截圖公審，引發討論。

## 音樂作品

### 唱片
| 資料                                                  | 曲目              |
| ----------------------------------------------------- | ----------------- |
| 《Dummy Run》 - 發行日期：2008年 - 唱片公司：福茂唱片 | 曲目 1. Dummy Run |

- Dummy Run的MV屬於花絮型MV，裡面有紀錄瑤瑤在2006年的精彩片段，依序為：
  - 9月15日（第295集-美眉愛演戲）[4]
  - 10月2日（第306集-美眉愛演戲）[5]
  - 5月16日（第207集-High歌大賽）[6]
  - 9月14日（第294集-美眉爆笑趣味競賽）[7]
  - 8月11日（第270集-美眉創意舞蹈大賽（下））[8]
  - 7月3日（第241集-中評比（上））[9]
  - 6月29日（第239集-美眉淘汰賽（上））
  - 10月16日（第316集-美眉愛演戲）[10]

## 影視作品

### 電視劇
| 首播日期 | 播出頻道         | 劇名                                   | 飾演                   |
| -------- | ---------------- | -------------------------------------- | ---------------------- |
| 2006年   | 華視、八大綜合台 | 《花樣少年少女》第11集（37:28－38:12） | 客串飾演：梁思南前女友 |
| 2010年   | 東森幼幼台       | 《萌學園之萌騎士傳奇》                 | 芭比                   |
| 2011年   | 壹電視、華視     | 《拜金女王》                           | 王董新歡               |

### 微電影
- 2014年《超跑女郎》

### 音乐录影带(MV)
- 《光》（歌曲收錄於劉若英《一整夜》專輯，2005/12/09）[12]
- 《一指神功》 （歌曲收錄於潘瑋柏《時尚混音酷樂》專輯，2005年12月22日）[13]
- 《出嫁》（歌曲收錄於林志炫《原聲之旅》專輯，2005年12月30日）[14]
- 《101》（歌曲收錄於梁靜茹《崇拜》專輯，2007年11月9日）[15]

## 書籍作品

### 雜誌
- 《絕色光影》雜誌 2007年10月號封面人物
- 《COSMORE角色扮演娛樂情報誌》Vol.7（2008年6月）封面人物

### 寫真集
- 2012年
  - 《Apple瑤瑤姊妹妄想曲：偷穿高跟鞋之女女寫真集》[16]

## 節目主持
| 日期                   | 播出頻道   | 節目名                | 備註                                           |
| ---------------------- | ---------- | --------------------- | ---------------------------------------------- |
|                        | Channel V  | 《我愛黑澀棒棒堂》    |                                                |
|                        | Channel V  | 《我愛黑澀會》        |                                                |
|                        | Channel V  | 《VJ普普風》          |                                                |
|                        | Channel V  | 《美眉普普風》        |                                                |
| 2008年9月14日、9月21日 | Channel V  | 《哪裡5打抗》         | 代Apple主持                                    |
|                        | Channel V  | 《我愛偶像》          |                                                |
|                        | 中天娛樂台 | 《全民大悶鍋》        | 助理主持人 / 悶鍋女郎                          |
|                        | 三立都會台 | 《國光幫幫忙》        | 助理主持人                                     |
| 2008年10月6日－10月9日 | 客家電視台 | 《瑤瑤教你說客語》    |                                                |
| 2008年10月25日         | 年代MUCH台 | 《單車二勢力》        | 臨時遭換角，是故只主持幾集而已，但收視率卻最高 |
| 2009年8月30日          | 中視       | 《週日大精彩》        | 外景主持人                                     |
| 2013年7月8日~8月29日   | Yahoo      | 《Yahoo娛樂爆》       | 和Apple共同主持                                |
|                        | 東方衛視   | 《咪咕明星學院》      | 助理主持人                                     |
| 2016年                 | 愛奇藝     | 《奔跑卡路里》        | 第二季來賓                                     |
|                        | 愛奇藝     | 《偶滴歌神啊 第一季》 | 鑒音團                                         |
|                        | 愛奇藝     | 《偶滴歌神啊 第二季》 | 鑒音團                                         |
|                        | 愛奇藝     | 《偶滴歌神啊 第三季》 | 鑒音團                                         |
| 2016年                 | 江蘇衛視   | 《端午金曲撈》        | 叨叨團成員                                     |
| 2016年                 | 優酷       | 《潛行者計劃》        |                                                |
|                        | 東風衛視   | 《挑戰吧！大神》      | 代班主持                                       |

## 榮譽

### 我愛黑澀會淘汰賽優勝
- 2006年8月25日：第21次淘汰賽，獲得第三名
- 2007年9月14日：第26次淘汰賽，獲得第三名
- 2008年5月27日：第1次師徒制淘汰賽，擔任巧克力的指導學姊，獲得第二名

## 外部連結
- 瑤瑤黃喬歆的Facebook專頁
- 瑤瑤黃喬歆的新浪微博
- 瑤瑤黃喬歆的Instagram帳戶